# ОШ „Петар Петровић Његош” Савски венац
Основна школа ”Петар Петровић Његош”  једна је од основних школа на Савском венцу. Налази се у улици Ресавска 61 на Врачару у Београду. 

## Име школе
Основна школа ”Петар Петровић Његош” носи име по једном од највећих српских песника и филозофа Петру Петровићу Његошу. Bио је српски православни владика црногорски и брдски и поглавар (старе) Црне Горе и Брда од 1830. до 1851. године.

## Историја
Не постоји тачан датум оснивања школе на овим просторима. Претпоставља се да је то било шездесетих година деветнаестог века. Постоји сачуван документ који датира од 11. маја 1881. године и указује на постојање школе на овом простору (писана потврда о постављењу учитеља Димитрија Јовановића коју је потписао лично Стојан Новаковић).
Првобитна школска зграда имала је само једну учионицу. Била је сазидана од облутака и налазила се у Ресавској улици на северном делу дворишта данашње школе. Настава је вероватно извођена полудневно, јер су школу похађала мушка деца Источног и Западног врачара. Тек око 1905. године подигнута је једна павиљонска зграда са пет учионица, која се и сада налази у дворишту садашње школе.
Нова школска зграда са 10 учионица, салом за свечаности, фискултурном салом, кухињом, трпезаријом, купатилом и потребним бројем канцеларија, подигнута је 1937. године. Школу је подизала београдска општина. Архитекта Ђорђе Лукић успешно је пројектовао зграду, која је у потпуности одговарала потребама савремене основне школе са десет одељења. У оно време то је била најлепша и најмодернија зграда у Београду.
Све до 1930. године школа носи назив ”Школа на Западном врачару”, а од 1930. године носи име ”Његош”.   Школа носи овај назив до 1944. године. Од 1944. до 1949. године ”Основна школа број 9”, а од 1949. године Основна школа ”Његош”. Од 1962. године школа је добила садашњи назив Основна школа ”Петар Петровић Његош”. Око 1960. године дограђен је још један спрат и зграда има садашњи изглед.

## Школа данас
Данас школа има 410 ученика у 16 одељења. Настава се одвија  у згради површине 2609м² у 19 учионица и кабинета. Настава физичког васпитања се реализује у фискултурној сали. У школи је запослено 19 наставника , 12 учитеља и 2 стручна сарадника. Школа ради само у једној смени, осим ученика првог и другог разреда који су обухваћени целодневном наставом. У школи се учи енглески и италијански језик.